# Еліфі (грузинська літера)
Еліфі (ჸ; ▶ⓘ) — додаткова літера грузинської абетки, що позначає звук [ʔ]. Присутня у мегрельській та сванській мовах.

## Історія
| Асомтаврулі | Нусхурі | Мхедрулі |
| ----------- | ------- | -------- |
| ——          | ——      |          |

## Юнікод
- ჸ — U+10F8